# Internationella matematikerkongressen 2018
Internationella matematikerkongressen 2018 var den tjugoåttonde Internationella matematikerkongressen som hölls i Rio de Janeiro, Brasilien, från 1 augusti till 9 augusti 2018.
Caucher Birkar, Alessio Figalli, Peter Scholze och Akshay Venkatesh vann Fieldsmedaljen. Nevanlinna-priset tilldelades Constantinos Daskalakis. David Donoho fick Gauss-priset. Chern-medaljen tilldelades Masaki Kashiwara. Ali Nesin vann Leelavati Award.
Italiens premiärminister Giuseppe Conte gratulerade Alessio Figalli till att ha vunnit Fieldsmedaljen: "Grattis till Alessio Figalli, Fields-priset i matematik. Det har gått 44 år sedan en italienare vann ett så prestigefyllt pris, motsvarande ett Nobelpris. Vi fortsätter att investera i våra ungdomar och i utbildningssystemet Italien."